# Arroyo Cuaró Chico
Der Arroyo Cuaró Chico ist ein Fluss im Norden Uruguays.
Er entspringt auf dem Gebiet des Departamento Artigas südlich der Quelle des Arroyo Tres Cruces Grande. Von dort fließt er, nachdem er zunächst einen Bogen in südliche Richtung macht, nach Nordwesten. Hierbei unterquert er die Ruta 4 bei Paso del Cuaró Chico. Nach einem erneuten Bogen in westliche bis südwestliche Richtung oberhalb von Cuaró mündet er nordwestlich dieses Ortes als rechtsseitiger Nebenfluss in den Arroyo Cuaró Grande.